# Fruit (LGBT)
Fruit ("frutta" in lingua inglese) è un termine dello slang LGBT che indica gli omosessuali e, più in generale, gli appartenenti alla cultura LGBT. Benché abbia avuto storicamente una connotazione negativa, la comunità LGBT ha iniziato a utilizzarlo più recentemente in un'ottica più positiva.
Del termine esistono molte varianti con diverse sfumature di significato, fra cui fruitcake, fruit fly, fruit machine, fruit packer, fruit picker, fruit loop, fruit basket, fruit stand, e strange fruit.

## Storia

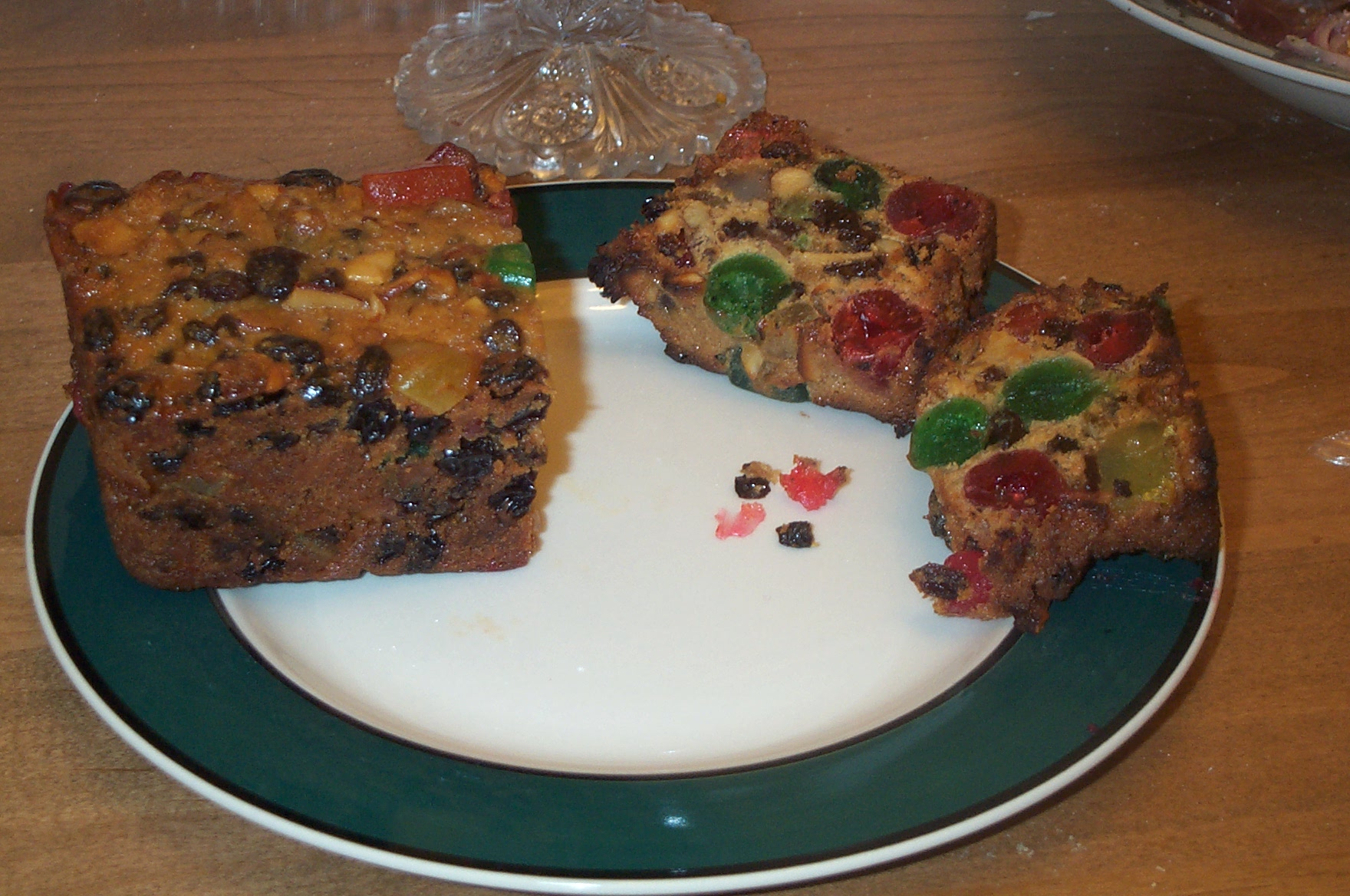
Una fruitcake

Non è chiaro quando la parola fruit e il sinonimo fruitcake (un dolce alla frutta di origini medievali che, in Italia, è meglio noto come plum cake) iniziarono a essere usate in un'ottica negativa nel Regno Unito e negli USA. Nel suo Dictionary of Epithets and Terms of Address, Leslie Dunkling riporta il modo di dire affettuoso old fruit ("vecchio frutto"), originato nel Regno Unito durante gli anni dieci del Novecento, e derivante dall'espressione fruit of the womb ("frutto del grembo materno"). Il Cassell's Dictionary of Slang sostiene che fruitcake venisse usato durante gli anni dieci del Novecento in riferimento a una persona pazza. L'insulto ha evidenti correlazioni con i modi di dire nutty as a fruitcake e crazy as a fruitcake ("pazzo/matto come un plum cake").
Si presume che l'uso della parola fruit per indicare gli LGBT in un'ottica negativa risalga agli anni trenta, quando essi erano considerati malati potenzialmente guaribili attraverso una serie di trattamenti, fra cui la castrazione, la lobotomia, la chirurgia dei nervi pudici, e l'elettroshock. All'epoca, gli istituti psichiatrici in cui avvenivano queste procedure venivano soprannominati fruitcake factories negli USA; in Australia, durante gli anni sessanta, essi venivano definiti fruit factories.
Il termine fruit viene spesso usato nel polari, una forma di linguaggio risalente al diciannovesimo secolo parlata fra gli attori britannici. In polari, la parola fruit significa regina, e indica i gay in un'ottica a volte positive e a volte negativa.